# 凱納德薩區

31°33′N 2°25′E / 31.550°N 2.417°E
凱納德薩區（阿拉伯语：‎），是阿爾及利亞的行政區，位於該國西部，由貝沙爾省負責管轄，首府設於凱納德薩，面積5,040平方公里，2008年人口14,084，人口密度每平方公里2.8人。